# Шамбеон
Шамбеон (фр. Chambéon) насеље је и општина у источној Француској у региону Рона-Алпи, у департману Лоара која припада префектури Монбризон.
По подацима из 2011. године у општини је живело 494 становника, а густина насељености је износила 29,32 становника/km². Општина се простире на површини од 16,85 km². Налази се на средњој надморској висини од 346 метара (максималној 388 m, а минималној 331 m).

## Демографија
| 1962. | 1968. | 1975. | 1982. | 1990. | 1999. | 2011. |
| ----- | ----- | ----- | ----- | ----- | ----- | ----- |
| 334   | 357   | 250   | 281   | 360   | 369   | 494   |

График промене броја становника у току последњих година